# مدينة أوكسفورد (أغنية)
مدينة أوكسفورد (بالإنجليزية: Oxford town)‏ هي أغنية كتبها المغني وكاتب الأغاني الأمريكي بوب ديلن في عام 1962، تم تسجيلها في كولومبيا في 6 ديسمبر 1962 لألبومه الثاني «بوب ديلان الحر»، تم تأليف الأغنية استجابة لدعوة مفتوحة من مجلة «برودسايد» لأغاني حول أحد أهم الأحداث الإخبارية لعام 1962: وهي أعمال الشغب التي أثارها تسجيل الطالب الأسود (جيمس ميريديث) في جامعة ميسيسيبي في 1 أكتوبر 1962.
بالرغم أن جامعة ميسيسيبي تقع في مدينة أكسفورد (ولاية ميسيسيبي)، فإن الأغنية لا تذكر ميريديث أو الجامعة بالاسم، ولكن في وقت لاحق، وفي مقابلة صحفية قال ديلان: «الأغنية تتعامل مع قضية ميريديث ولقد كتبتها في وقت حدوثها، ولكن مرة أخرى لا... بإمكاني كتابتها بالأمس حيث لا يزال الوضع كما هو» من الأفضل أن يحقق أحدهم قريبًا«وهذا كلامي في الأغنية».

## نسخ أخرى للأغنية
سجل ريتشي هافنز «مدينة أكسفورد» عام 1966 لألبومه الثاني «هافنز الكهربائي». وأصدر «تيم أوبراين» الأغنية في ألبومه لعام 1996 «أحمر على أشقر».
أصدرها أيضا فريق «كروكد ستيل» في ألبومه لعام 2006 «اهتزت بصوت منخفض».
المغني الفرنسي «اوجو اوفري» أصدر الأغنية بالفرنسية، في البوم 1965 تحت عنوان «اوفرى يغني ديلان»، ثم أعاد انتاجها مرة أخرى عام 1995 في ألبومه «اوفري عبر ديلان».
سجلها أيضا مغني الفلكلور والبلوز الأمريكي «بات ويكتور» عام 2006 ضمن البوم «السماء عالية جدا».

## كلمات الأغنية
مدينة أوكسفورد،  مدينة أوكسفورد Oxford Town, Oxford Town
الجميع يحني رأسه Everybody's got their heads bowed down
لا تشرق الشمس على الأرض The sun don’t shine above the ground
لا تذهب إلى مدينة أوكسفورد Ain’t a-goin’ down to Oxford Town
ذهب إلى مدينة أكسفورد He went down to Oxford Town
تبعته البنادق والهراوات Guns and clubs followed him down
كل ذلك لأن وجهه كان بني All because his face was brown
من الأفضل الإبتعاد عن مدينة أكسفورد Better get away from Oxford Town
مدينة أوكسفورد عند المنعطف Oxford Town around the bend
لقد جاء إلى الباب، ولم يستطع الدخول He come in to the door, he couldn’t get in
كل ذلك بسبب لون بشرته All because of the color of his skin
ما رأيك في ذلك يا صديقي؟ What do you think about that, my friend
أنا وفتاتي، ابن فتاتي Me and my gal, my gal’s son
لقد قابلتنا قنبلة غاز مسيل للدموع We got met with a tear gas bomb
لا أعرف حتى لماذا أتينا I don’t even know why we come
دعنا نعود من حيث أتينا Goin’ back where we come from
مدينة أوكسفورد بعد الظهر Oxford Town in the afternoon
الجميع يغني لحن حزين Everybody singin’ a sorrowful tune
مات رجلان في ضوء قمر المسيسيبي Two men died ’neath the Mississippi moon
من الأفضل أن يحقق أحدهم قريبًا Somebody better investigate soon

## وصلات خارجية
https://www.songfacts.com/place/oxford-mississippi/oxford-town
https://secondhandsongs.com/work/21987
https://www.youtube.com/watch?v=sb4PsXncNV8
https://www.youtube.com/watch?v=NPYA5S1eRR8